# كارين الحرار
كارين الحرار (بالعبرية: קארין אלהרר، من مواليد 9 أكتوبر 1977) هي محامية وسياسية إسرائيلية تشغل حاليًا منصب عضو في الكنيست عن حزب هناك مستقبل.

## مسيرتها
ولدت كارين في كريات أونو ضمن لواء تل أبيب، وسط أسرة الحرار، وهو اسم يهودي تقليدي من المغرب، كان يحمله صَانعُ وبائِعُ نسيج الحَرير، انتقلوا إلى إسرائيل خلال هجرة يهود المغرب في الخمسينات. درست القانون في معهد إدارة الدراسات الأكاديمية للحصول على درجة البكالوريوس، وذلك قبل الحصول على ماجستير في القانون من كلية واشنطن للقانون في الجامعة الأمريكية. ترأست بين عامي 2008 و 2013 العيادات القانونية في جامعة بار إيلان، والمتخصصة في حقوق الناجين من المحرقة، والمعوقين، وأصحاب المعاشات.
في عام 2012 انضمت إلى حزب يش عتيد وكانت العاشرة على قائمة الحزب في انتخابات الكنيست لسنة 2013. دخلت الكنيست بعد فوز حزبها ب19 مقعدا. وكارين الحرار من ذوي الاحتياجات الخاصة وتستخدم لذلك كرسي متحرك. وهي متزوجة وتتقن الفرنسية.